# Théorème de Specht
En mathématiques, le théorème de Specht donne une condition nécessaire et suffisante pour que deux matrices soient unitairement équivalentes . Il porte le nom de Wilhelm Specht, qui a prouvé le théorème en 1940. 

## Présentation
Deux matrices {\displaystyle A} et {\displaystyle B} sont dites unitairement équivalentes s'il existe une matrice unitaire U telle que {\displaystyle B=U^{*}\!AU}. Deux matrices unitairement équivalentes sont également semblables. Deux matrices semblables représentent la même application linéaire, mais par rapport à une base différente ; l'équivalence unitaire correspond au passage d'une base orthonormée à une autre base orthonormée.
Si A et B sont unitairement équivalentes, alors {\displaystyle \operatorname {tr} AA^{*}=\operatorname {tr} BB^{*}}, où {\displaystyle \operatorname {tr} } désigne la trace ; en d'autres termes, la norme de Frobenius est un invariant unitaire. Ceci résulte de l'invariance cyclique de la trace : si {\displaystyle B=U^{*}\!AU}, alors {\displaystyle \operatorname {tr} BB^{*}=\operatorname {tr} U^{*}\!AUU^{*}\!A^{*}U=\operatorname {tr} AUU^{*}\!A^{*}UU^{*}=\operatorname {tr} AA^{*}}, où la seconde égalité est l'invariance cyclique. 
Ainsi, l'égalité {\displaystyle \operatorname {tr} AA^{*}=\operatorname {tr} BB^{*}} est une condition nécessaire à l'équivalence unitaire, mais elle n'est pas suffisante. Le théorème de Specht donne une infinité de conditions nécessaires qui, ensemble, sont également suffisantes. La formulation du théorème utilise la définition suivante. Un mot en deux variables x et y, est une expression de la forme
{\displaystyle W(x,y)=x^{m_{1}}y^{n_{1}}x^{m_{2}}y^{n_{2}}\cdots x^{m_{p}},}
où {\displaystyle m_{1},n_{1},m_{2},n_{2},\ldots ,m_{p}} sont des nombres entiers positifs. La longueur d'un mot est la somme de ses exposants : 
{\displaystyle m_{1}+n_{1}+m_{2}+n_{2}+\cdots +m_{p}.}
Théorème de Specht. — Deux matrices {\displaystyle A} et {\displaystyle B} sont unitairement équivalentes si et seulement si {\displaystyle \operatorname {tr} W(A,A^{*})=\operatorname {tr} W(B,B^{*})} pour tous les mots {\displaystyle W}.

## Cas particuliers
Le théorème donne un nombre infini d'identités de traces, mais cet ensemble peut être réduit à un sous-ensemble fini. Soit n la taille des matrices {\displaystyle A} et {\displaystyle B} . Pour le cas {\displaystyle n=2}, les trois conditions suivantes sont suffisantes  : 
{\displaystyle \operatorname {tr} A=\operatorname {tr} B,\quad \operatorname {tr} A^{2}=\operatorname {tr} B^{2},\quad } et {\displaystyle \quad \operatorname {tr} AA^{*}=\operatorname {tr} BB^{*}.}
Pour n = 3, les sept conditions suivantes sont suffisantes  :
{\displaystyle {\begin{aligned}&\operatorname {tr} A=\operatorname {tr} B,\quad \operatorname {tr} A^{2}=\operatorname {tr} B^{2},\quad \operatorname {tr} AA^{*}=\operatorname {tr} BB^{*},\quad \operatorname {tr} A^{3}=\operatorname {tr} B^{3},\\&\operatorname {tr} A^{2}A^{*}=\operatorname {tr} B^{2}B^{*},\quad \operatorname {tr} A^{2}(A^{*})^{2}=\operatorname {tr} B^{2}(B^{*})^{2},\quad \operatorname {tr} A^{2}(A^{*})^{2}AA^{*}=\operatorname {tr} B^{2}(B^{*})^{2}BB^{*}.\end{aligned}}} 
Pour n quelconque, il suffit de montrer que {\displaystyle \operatorname {tr} W(A,A^{*})=\operatorname {tr} W(B,B^{*})}pour tous les mots de longueur au plus
{\displaystyle n{\sqrt {{\frac {2n^{2}}{n-1}}+{\frac {1}{4}}}}+{\frac {n}{2}}-2}.
Il a été conjecturé que cette expression peut être réduite à une expression linéaire en n . 
Des développements du théorème ont été donnés dans des cas plus généraux,.

## Articles liés
- Wilhelm Specht
- Module de Specht